# دعای دفع بلای هوو

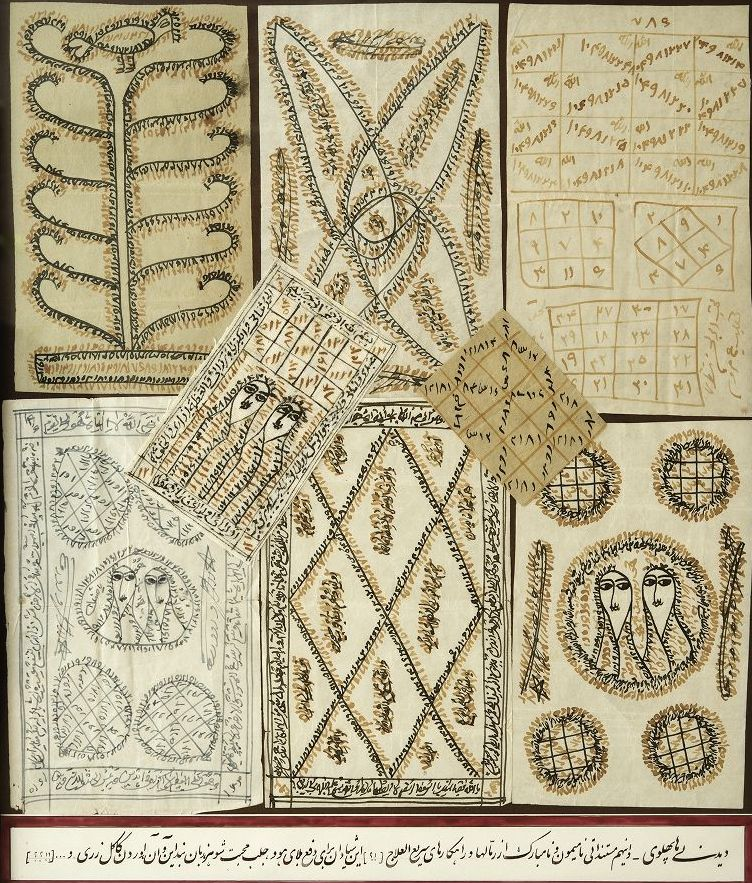
نمونه‌ای از دعا که در آن از اعداد، کلمات عربی و نقاشی‌های متفاوت استفاده شده است.

دعای دفع بلای هوو عنوان دعا، فال، محاسبات یا وردی بود که در قرن نوزدهم یا احتمالاً اوایل قرن بیستم میلادی که مصادف با دوران پادشاهان آخرین قاجار می‌شده، رایج بوده است. در نمونه‌ای از این دعا اعداد، واژه‌های عربی و نقاشی انسان دیده می‌شود.